# فرانك كامبل
فرانك كامبل (بالإنجليزية: Frank Campbell)‏ (3 مارس 1907 في المملكة المتحدة - 25 يناير 1985 في المملكة المتحدة) هو لاعب كرة قدم بريطاني (وحمل سابقاً جنسية المملكة المتحدة لبريطانيا العظمى وأيرلندا) في مركز نصف الجناح. لعب مع نادي ساوثهامبتون ونادي دمبرتون وإيرفين ميدو XI ‏ وNewport (IOW) F.C. ‏.